# Delphine Chanéac
Delphine Chanéac (Rueil-Malmaison, 14 de noviembre de 1978) es una actriz, modelo y DJ francesa.

## Biografía
Chanéac nació en Rueil-Malmaison, Francia. Trabajó en la pantalla francesa apareciendo en películas europeas y la televisión durante los años 90 y los años 2000. En 2009, apareció en la película franco-canadiense de terror y ciencia ficción, "Splice: Experimento mortal", como Dren, una criatura híbrida hembra de aspecto humanoide, para la película Chanéac se afeitó la cabeza; también en 2009 apareció en la película de suspense, "Verso".

## Filmografía seleccionada
- In Extremis (1999)
- Brice de Nice (2004)
- La Pantera Rosa (2006)
- Splice: Experimento mortal (2009)
- Piper (2010)
- For Love of Money (2010)
- Demain je me marie (2010) - TV
- The Big Black (2011)
- Hemingway en Cuba (2011)
- For the Love of Money (2012)
- Transporter: The Series (2012) - TV

## Reconocimientos
- 2010: Fangoria Chainsaw Awards a la mejor actriz de reparto por Splice (Nominada)

## Libros
- Chanéac, Delphine (2007) La nuit, mon père me parle.
- Chanéac, Delphine (2010) Ce qu'il reste de moi.